# Leest (Mechelen)
Leest is een dorp in de Belgische provincie Antwerpen en een deelgemeente van de stad Mechelen.

## Geschiedenis
In 1939 werden restanten van een galloromeins bouwwerk gevonden.
Leest werd voor het eerst vermeld in 1129, waarbij het patronaatsrecht van de kerk aan de Abdij van Kortenberg kwam. Er zou een romaans kerkje hebben gestaan waarbij de nederzetting tot ontwikkeling kwam. Het was een vrije heerlijkheid tot 1308. In dat jaar kwam het westelijk deel aan het Hertogdom Brabant en het oostelijk deel aan de Heerlijkheid Mechelen die onder het Prinsbisdom Luik viel.
Het westelijk deel bestond uit woeste gronden waarin al in de 14e eeuw enkele ontginningen te vinden waren.
Leest was een zelfstandige gemeente sinds de Franse tijd tot einde 1976, op 1 januari 1977 werd het een deelgemeente van Mechelen.

## Geografie
Het dorp ligt ten westen van de rivier de Zenne en ten noorden van het dorp stroomt de Molenbeek.

## Bezienswaardigheden
- De Sint-Niklaaskerk met een grafmonument van de familie Empain uit 1880 en de nabijgelegen pastorie.
- De Sint-Jozefkapel
- Het Kasteel De Mot
- Het Kasteel Moyson

## Natuur en landschap
Leest ligt op een hoogte van ongeveer 10 meter. Het ligt aan de Zenne en aan de Molenbeek die hier in de Zenne uitmondt.

## Demografie

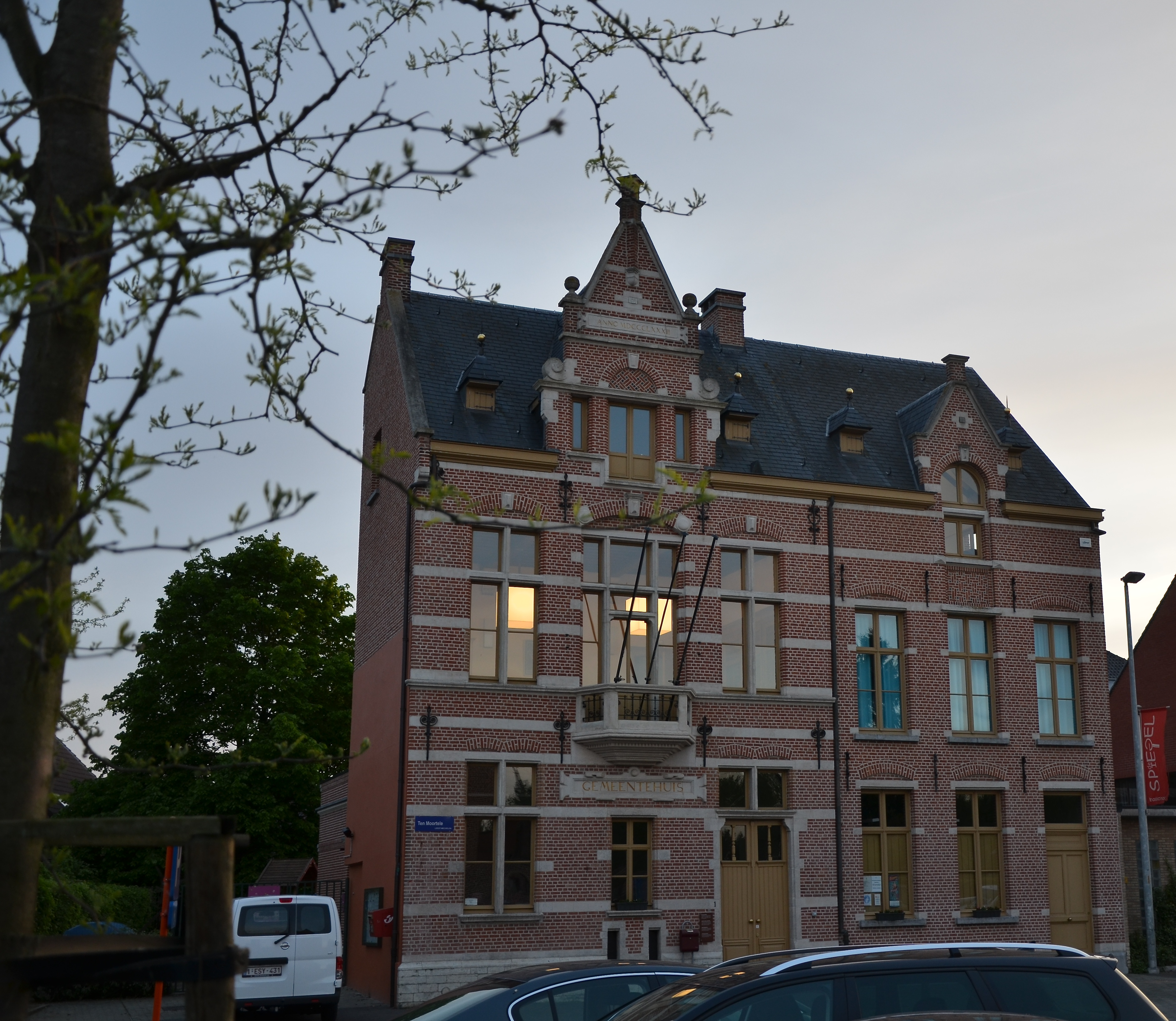
Het voormalige gemeentehuis van Leest

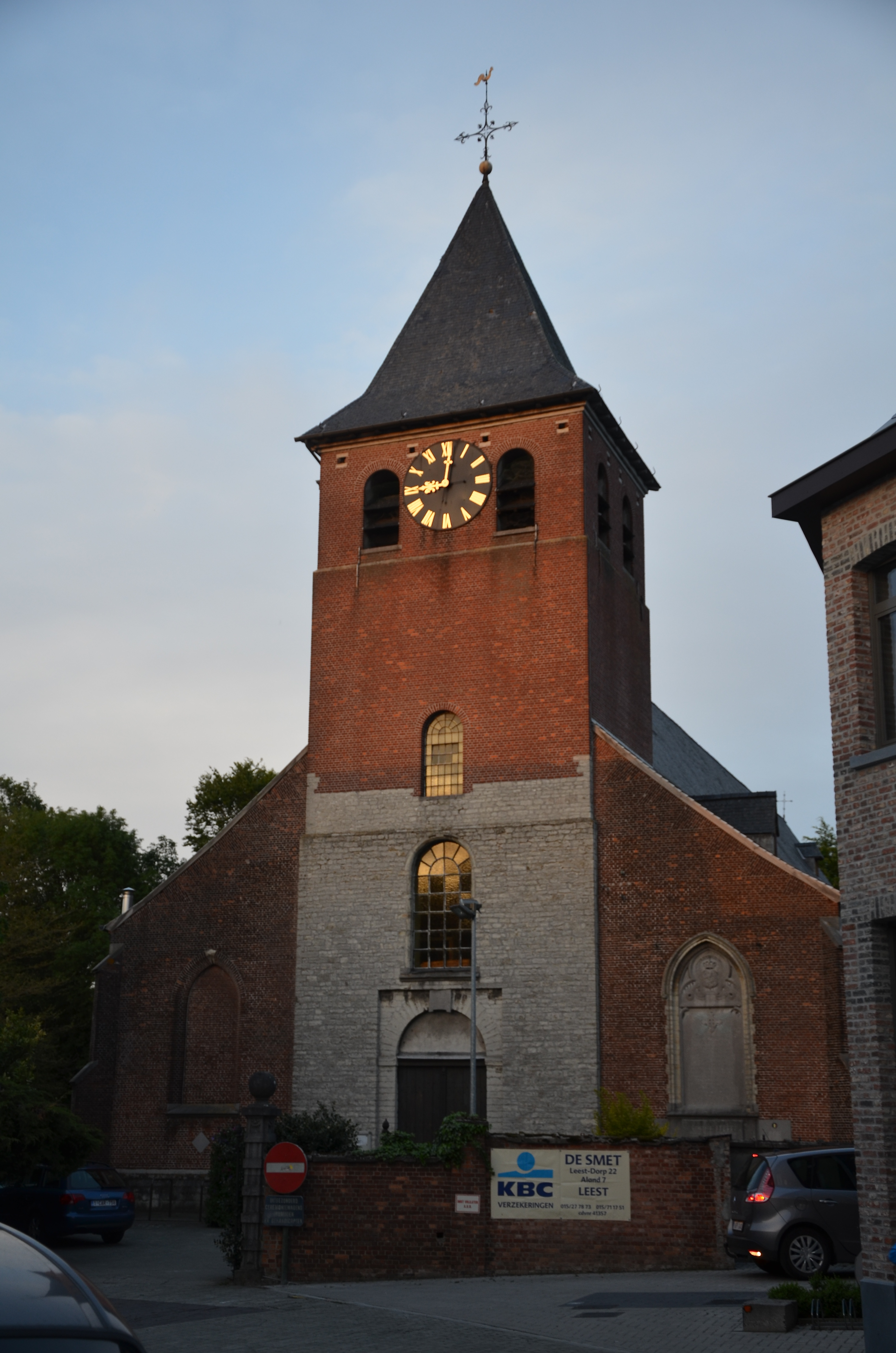
Sint-Niklaaskerk

### Evolutie van het inwoneraantal
In het jaar 1674 telde de parochie Leest (zonder Oksdonk) 620 inwoners. In 1723 waren dit er 674 en in 1730 waren het er al 719.
- Bronnen:NIS, Opm:1806 tot en met 1970=volkstellingen; 1976 = inwoneraantal op 31 december

## Cultuur

### Evenementen
De meest bekende activiteit in Leest is Posse Leest (Posse is afkomstig van het Mechelse 'Pasen'), een groot volksfeest . Dit feest valt elk jaar in het Paasweekend (Posseweekend), met als hoogtepunt Paasmaandag.

## Sport
Leest heeft één voetbalploeg; VC Leest. Deze kwam voort uit een fusie van SK Rapid Leest en Leest United.
In Leest ligt ook Sporthal Kouter, een van de sporthallen van de stad Mechelen, waar de zaalvoetbalploeg ZVK Leest speelt..

## Nabijgelegen kernen
Hombeek, Battel, Heffen, Blaasveld, Tisselt